# Milčeves (zámek)
Milčeves je zámek ve stejnojmenné vesnici u Žatce v okrese Louny. Postaven byl v pozdně barokním slohu na konci osmnáctého století. Od roku 1964 je chráněn jako kulturní památka.

## Historie
Původním panským sídlem ve vesnici byla tvrz zmiňovaná již roku 1415. Spolu s hospodářským dvorem byla poničena během třicetileté války, kdy patřila Černínům z Chudenic. Zatímco dvůr Černínové přesunuli a znovu vybudovali na jiném místě, z tvrze postupně zůstala pouze věž, která se zřítila v osmdesátých letech dvacátého století.
Pozdně barokní zámek nechali Černínové postavit na konci osmnáctého století. Během devatenáctého století byl upraven na byty a kanceláře správy hospodářského dvora, který patřil ke krásnodvorskému panství. Během pozemkové reformy ve se z něj stal zbytkový statek a po roce 1945 ho využíval státní statek.

## Stavební podoba
Zřícená věž stávala u silnice ve středu vesnice. Měla půdorys o rozměrech pět krát pět metrů a dvě patra krytá šindelovou střechou.
Zámek byl postaven na severním okraji hospodářského dvora. Je to patrová budova s obdélníkovým půdorysem a fasádou členěnou lizénami a mezipatrovou římsou. Vstup do budovy kryje mansardová stříška nesená toskánskými sloupy a průčelí je nad ní zdůrazněno štítem. Přízemní místnosti mají stropy zaklenuté plackovou klenbou.